# Île Duyong
Pulau Duyong est une île fluviale située à l'embouchure de la rivière Terengganu, dans l'État de Terengganu, en Malaisie. Auparavant, l'île était divisé en "Pulau Duyong Besar" et le plus petit "Pulau Duyong Kecil", mais la sédimentation et la remise en état l'ont uni et ont considérablement modifié son littoral. Une extension vers la mer a été développée dans le Heritage Bay Resort qui accueille la course annuelle de yacht de la Monsoon Cup (en).
Pulau Duyong était la résidence de l'érudit Tok Syeikh Duyong (en) (1802–1889), qui était respecté par le palais aussi bien que les gens et ses descendants, et était un siège de savoir religieux. Le Kota Lama Duyong est un vestige de son époque. En raison de sa forme géographique et de son importance géographique en termes d'érudition religieuse, Pulau Duyong a été appelé la langue de Terengganu